# Diego de la Cantera
Diego de la Cantera (1520, Garoña, Burgos - 1591, Murcia), fue un inquisidor y jurista español, especializado en Derecho Penal, autor del tratado Quaestiones criminales tangentes iudicem, accusatorem, reum, probationem. punitionem que delictorum, publicado en 1563. 

## Síntesis biográfica
Realizó estudios eclesiásticos en Salamanca, en el Colegio Menor de San Millán y después al Colegio Mayor de Oviedo, también llamado de San Salvador. Allí estudia ambos derechos, civil y eclesiástico. Después de acabar los estudios escribe un libro jurídico titulado Quaestiones criminales tangentes iudicem, accusatorem, reum, probationem. punitionem que delictorum. Hacia el año 1570 se traslada a Pamplona como vicario general. Allí trabaja a las órdenes del obispo Diego Ramírez que tenía problemas con los canónigos de la catedral. Desde 1577 hasta 1581 desarrolla su trabajo como inquisidor en Galicia, en Santiago de Compostela. Finalmente será en el reino de Murcia donde estará los últimos diez años de su vida como inquisidor. Allí muere en 1591.

## Influencia familiar
Su padre, Juan Sainz de la Cantera, al poco de establecerse la Inquisición en Calahorra, toma parte de ella como Familiar del Santo Oficio.
Esta familia perteneciente al linaje de los Salazar (habían apoyado la causa de Pedro I el Cruel) habían perdido su guerra contra los Velasco  y eran estos los que tenían la encomienda de la justicia en las Merindades. Ya habían sido destruidas todas sus casas torre, por lo que buscar una posible salida a su situación, quizá llevó al padre de Diego a entrar en la inquisición ya que de esa manera quedaban fuera del brazo de la justicia civil. En la misma línea se puede valorar la desaparición del apellido Salazar y el cambio a De la Cantera. Era algo que hicieron también otros en el valle de Tobalina. En la actualidad las ruinas de la casa torre de los Cantera-Salazar están en Santa María de Garoña. 
A causa de la influencia de Diego y su padre, a lo largo del siglo XVII muchos de los integrantes de esta familia entrarán en la Inquisición como familiares del Santo Oficio, comisarios e incluso otro Inquisidor en el Perú Juan Bautista de la Cantera y Solórzano (1681-1692). Las uniones matrimoniales también las hacían habitualmente entre miembros de la Inquisición. 
Insistiendo en la tradición jurídica Pedro de la Cantera Salazar (Garoña 1590-1656) estudió y fue rector del Colegio Mayor de San Bartolomé de Salamanca, alcalde de Valladolid, alcalde de corte de Madrid, superintendente de los ejércitos de Cataluña y Oidor del Consejo de Indias.

## Quaestiones criminales
En 1563 Diego de la Cantera escribió el tratado de Derecho Penal Quaestiones criminales tangentes iudicem, accusatorem, reum, probationem. punitionem que delictorum. Se conocen tres ediciones del mismo, dos en Salamanca, impresas por Matías Gast de 1563 y Cornelius Bornardus de 1589 y en Fráncfort en 1615. C de Frankenaij.
El historiador del derecho penal Abelardo Levaggi destaca los estudios de Diego de la Cantera, especialmente con respecto al mandato para delinquir y la distinción entre delito y pecado:

Un último supuesto contemplado por los tratadistas de la época es el mandato para delinquir. Diego de la Cantera se explayó sobre el tema, entendiendo por mandato, no sólo el encargo que un superior hace a un subordinado, sino todo pacto en que uno, valiéndose del dinero, las promesas, los halagos y aún las amenazas,hace que otro u otros realicen el crimen. Hablando del mandante y el mandatario propiamente dichos, sentó el principio de que éste es menos responsable si debe obediencia al primero o está subordinado a él. Sostuvo,además, que si una persona mandaba a varias a cometer un mismo delito, pero en distintos tiempos y como obedeciendo a nuevos planes o determinaciones, en conciencia y ante la ley moral cometía varios pecados, o uno sólo repetido tantas veces cuantos habían sidos los mandatos, más no varios delitos. Como el delito objetivamente era uno sólo, una sola debía ser también la pena. Era una clara delimitación entre los conceptos de delito y pecado.
Abelardo Levaggi

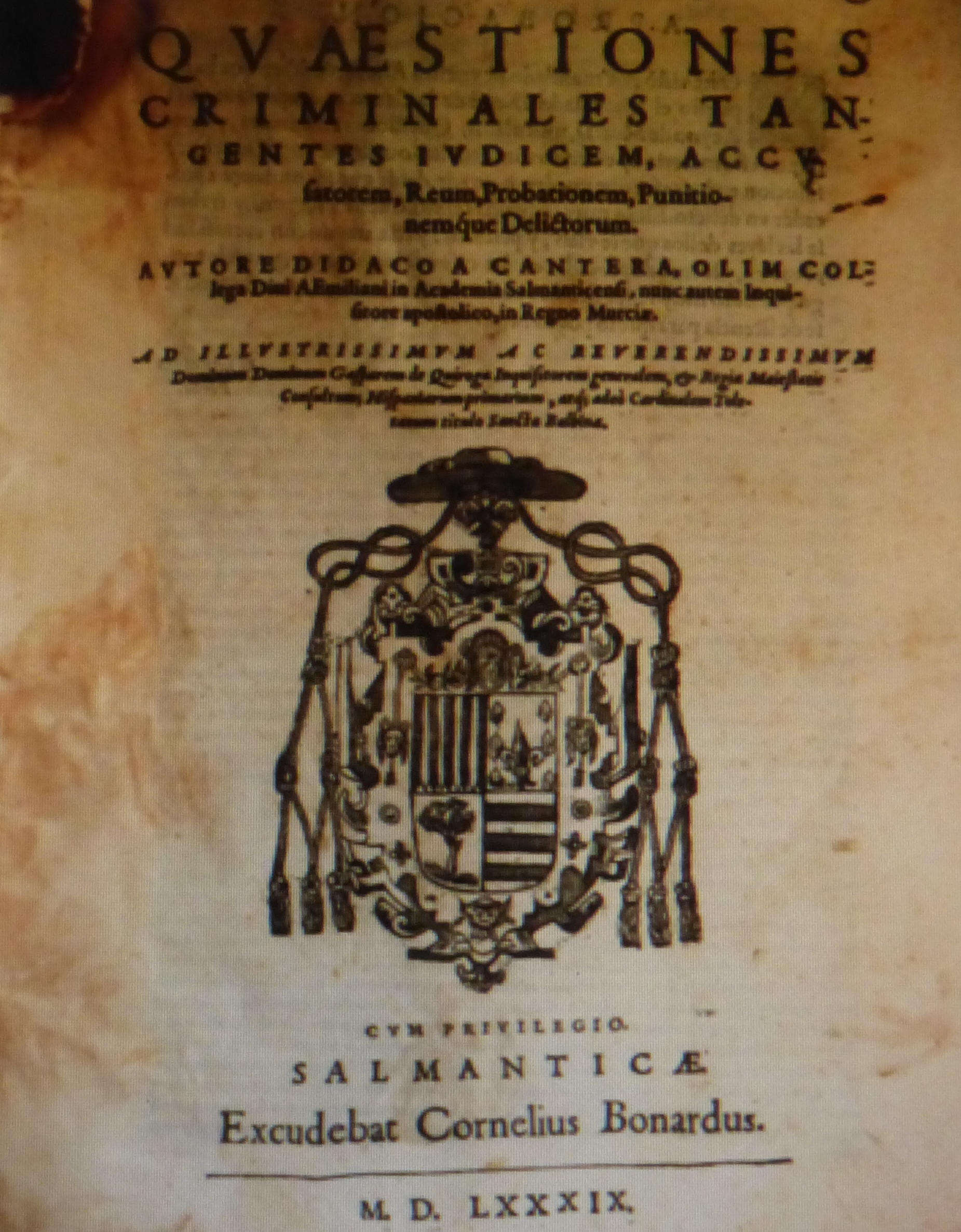
Quaestiones criminales, en 1589.

Alonso Romero menciona a Diego de la Cantera en su obra El proceso Penal en Castilla (Siglos XIII al XVIII), ubicándolo entre los juristas que identificaron la noción de "bien público", como interés prioritario del Derecho Penal, antes que el interés de la víctima.

## Vicario general e inquisidor
En Pamplona metió a varios canónigos en la cárcel y tuvo problemas con el poder civil. Desde 1577 a 1581 trabaja de inquisidor en Santiago de Compostela. Allí la inquisición se dedica sobre todo a investigar a los judíos que viniendo de Portugal se instalaban en Galicia como cristianos judaizantes. También atendían especialmente los puertos de mar ya que por allí entraban las nuevas ideas herejes desde Europa, tanto personas como libros. En cada tribunal había dos inquisidores que normalmente eran juristas, clérigos con formación universitaria
Finalmente va a Murcia como inquisidor en 1581 y allí está 10 años hasta el final de sus días. En esos diez años la inquisición de Murcia juzga cerca de 250 casos de los cuales cerca de la mitad fueron causas relacionadas por ser mahometistas. La cuarta parte de ellos, unos 60 casos, fueron con moriscos murcianos mientras que el resto fueron esclavos que escapaban o bien granadinos que vivían en Murcia. De esos 125 casos con problemas de mahometismo solamente 30 fueron absueltos. De los 125, en diez años, el tribunal de Murcia condenó a muerte a siete reos, sin que existan registros de lo que ocurrió con la otra mitad.
Muere en 1591.